# Love Blind
Love Blind – singel polskiej piosenkarki Darii. Singel został wydany 26 marca 2021.
Kompozycja znalazła się na 5. miejscu listy AirPlay – Top, najczęściej odtwarzanych utworów w polskich rozgłośniach radiowych. Nagranie otrzymało w Polsce status złotego singla, przekraczając liczbę 25 tysięcy sprzedanych kopii.

## Geneza utworu i historia wydania
Utwór napisali i skomponowali Daria Marcinkowska, Maciej Puchalski, Kevin Zuber i Sedric Perry, natomiast za produkcję piosenki odpowiadają Pelican.
Singel ukazał się w formacie digital download 26 marca 2021 w Polsce za pośrednictwem wytwórni płytowej Pelican Songs.
11 października 2021 wykonała uwtór na żywo w ramach cyklu „#EskaLive”. W listopadzie piosenkę w wersji akustycznej zaśpiewała w ramach cyklu „ZET Akustycznie”. 18 grudnia singel został zaprezentowany telewidzom stacji TVP2 w programie Pytanie na śniadanie.

## „Love Blind” w stacjach radiowych
Nagranie było notowane na 5. miejscu w zestawieniu AirPlay – Top, najczęściej odtwarzanych utworów w polskich rozgłośniach radiowych.

## Teledysk
Do utworu powstał teledysk zrealizowany przez HypeVision, który udostępniono w dniu premiery singla za pośrednictwem serwisu YouTube.
Wideo znalazło się na 2. miejscu na liście najczęściej odtwarzanych teledysków przez telewizyjne stacje muzyczne.

## Lista utworów
- Digital download[2]

1. „Love Blind” – 2:35

## Notowania
| Kraj   | Lista (2021)      | Najwyższa pozycja |
| ------ | ----------------- | ----------------- |
| Polska | AirPlay – Top     | 5                 |
| Polska | AirPlay – Nowości | 5                 |
| Polska | AirPlay – TV      | 2                 |

| Kraj   | Lista (2021)  | Pozycja |
| ------ | ------------- | ------- |
| Polska | AirPlay – Top | 32      |

## Certyfikaty
| Kraj          | Certyfikat  | Sprzedaż |
| ------------- | ----------- | -------- |
| Polska (ZPAV) | złota płyta | 25 000+  |

## Wyróżnienia
| Rok  | Konkurs                  | Kategoria                   | Rezultat    |
| ---- | ------------------------ | --------------------------- | ----------- |
| 2021 | Gorąca 100               | 100 największych hitów 2021 | 28. miejsce |
| 2021 | Przebój roku RMF FM 2021 | Przebój roku                | 41. miejsce |